# Lista di asteroidi (454001-455000)
Di seguito una lista di asteroidi dal numero 454001 al 455000 con data di scoperta e scopritore.

## 454001-454100
| Nome     | Designazione provvisoria | Data di scoperta  | Scopritore           |
| -------- | ------------------------ | ----------------- | -------------------- |
| 454001 - | 2012 DT5                 | 12 ottobre 2010   | Mt. Lemmon Survey    |
| 454002 - | 2012 DU5                 | 26 settembre 2009 | Mt. Lemmon Survey    |
| 454003 - | 2012 DH7                 | 16 marzo 2008     | Spacewatch           |
| 454004 - | 2012 DD19                | 11 aprile 2008    | Mt. Lemmon Survey    |
| 454005 - | 2012 DC24                | 25 settembre 2005 | Spacewatch           |
| 454006 - | 2012 DD32                | 21 ottobre 2009   | Mt. Lemmon Survey    |
| 454007 - | 2012 DQ33                | 8 febbraio 2007   | Spacewatch           |
| 454008 - | 2012 DB34                | 19 gennaio 2012   | Spacewatch           |
| 454009 - | 2012 DF35                | 14 settembre 2006 | Spacewatch           |
| 454010 - | 2012 DL36                | 8 febbraio 2007   | Mt. Lemmon Survey    |
| 454011 - | 2012 DX39                | 23 novembre 2006  | Spacewatch           |
| 454012 - | 2012 DW40                | 21 dicembre 2006  | Mt. Lemmon Survey    |
| 454013 - | 2012 DZ41                | 13 novembre 2010  | Mt. Lemmon Survey    |
| 454014 - | 2012 DO44                | 20 settembre 2009 | Mt. Lemmon Survey    |
| 454015 - | 2012 DA45                | 28 settembre 2009 | Spacewatch           |
| 454016 - | 2012 DG45                | 25 febbraio 2012  | Spacewatch           |
| 454017 - | 2012 DW53                | 18 settembre 2010 | Mt. Lemmon Survey    |
| 454018 - | 2012 DO61                | 29 gennaio 2012   | Spacewatch           |
| 454019 - | 2012 DC63                | 15 agosto 2009    | Spacewatch           |
| 454020 - | 2012 DM68                | 16 settembre 2010 | Spacewatch           |
| 454021 - | 2012 DX68                | 30 marzo 2008     | Spacewatch           |
| 454022 - | 2012 DK69                | 20 giugno 2010    | Mt. Lemmon Survey    |
| 454023 - | 2012 DD73                | 21 dicembre 2006  | Spacewatch           |
| 454024 - | 2012 DX88                | 13 marzo 2008     | CSS                  |
| 454025 - | 2012 DP90                | 29 gennaio 2012   | Spacewatch           |
| 454026 - | 2012 DB97                | 30 novembre 2005  | Mt. Lemmon Survey    |
| 454027 - | 2012 DY97                | 9 novembre 1999   | Spacewatch           |
| 454028 - | 2012 EE8                 | 12 ottobre 2006   | Spacewatch           |
| 454029 - | 2012 EU16                | 23 gennaio 2006   | Spacewatch           |
| 454030 - | 2012 FE14                | 6 febbraio 2002   | LINEAR               |
| 454031 - | 2012 FS17                | 17 marzo 2012     | Mt. Lemmon Survey    |
| 454032 - | 2012 FG25                | 16 marzo 2012     | Spacewatch           |
| 454033 - | 2012 FH26                | 18 agosto 2009    | Spacewatch           |
| 454034 - | 2012 FD31                | 31 marzo 2001     | Spacewatch           |
| 454035 - | 2012 FB32                | 2 marzo 2012      | Mt. Lemmon Survey    |
| 454036 - | 2012 FT32                | 9 gennaio 2006    | Spacewatch           |
| 454037 - | 2012 FQ36                | 29 febbraio 2012  | Spacewatch           |
| 454038 - | 2012 FW36                | 17 settembre 2009 | Spacewatch           |
| 454039 - | 2012 FX46                | 4 febbraio 2006   | Spacewatch           |
| 454040 - | 2012 FE48                | 1º ottobre 2009   | Mt. Lemmon Survey    |
| 454041 - | 2012 FS49                | 4 dicembre 2005   | Spacewatch           |
| 454042 - | 2012 FO53                | 20 febbraio 2012  | CSS                  |
| 454043 - | 2012 FS72                | 14 marzo 2012     | CSS                  |
| 454044 - | 2012 GC3                 | 26 febbraio 2012  | Mt. Lemmon Survey    |
| 454045 - | 2012 GW4                 | 14 maggio 2008    | Mt. Lemmon Survey    |
| 454046 - | 2012 GY6                 | 27 ottobre 2005   | Spacewatch           |
| 454047 - | 2012 GA20                | 28 marzo 2012     | Spacewatch           |
| 454048 - | 2012 GE24                | 10 giugno 2007    | Spacewatch           |
| 454049 - | 2012 GU27                | 19 dicembre 2004  | Mt. Lemmon Survey    |
| 454050 - | 2012 GB28                | 6 febbraio 2006   | Spacewatch           |
| 454051 - | 2012 GY38                | 28 gennaio 2011   | Mt. Lemmon Survey    |
| 454052 - | 2012 HE13                | 20 febbraio 2006  | LINEAR               |
| 454053 - | 2012 HP26                | 22 ottobre 2009   | Mt. Lemmon Survey    |
| 454054 - | 2012 HY27                | 28 marzo 2012     | Spacewatch           |
| 454055 - | 2012 HX53                | 9 settembre 2008  | Mt. Lemmon Survey    |
| 454056 - | 2012 HE70                | 24 febbraio 2006  | CSS                  |
| 454057 - | 2012 HS82                | 3 marzo 2006      | CSS                  |
| 454058 - | 2012 JM15                | 22 ottobre 2009   | Mt. Lemmon Survey    |
| 454059 - | 2012 JJ20                | 24 febbraio 2006  | Spacewatch           |
| 454060 - | 2012 JX23                | 29 aprile 2006    | Siding Spring Survey |
| 454061 - | 2012 JD25                | 21 aprile 2012    | Mt. Lemmon Survey    |
| 454062 - | 2012 JS39                | 7 aprile 2006     | Spacewatch           |
| 454063 - | 2012 JY60                | 20 novembre 2009  | Spacewatch           |
| 454064 - | 2012 KF19                | 1º ottobre 2005   | Mt. Lemmon Survey    |
| 454065 - | 2012 KA27                | 20 aprile 2012    | Mt. Lemmon Survey    |
| 454066 - | 2012 KG35                | 15 marzo 2012     | Spacewatch           |
| 454067 - | 2012 KZ49                | 20 novembre 2009  | Mt. Lemmon Survey    |
| 454068 - | 2012 LZ20                | 19 aprile 2004    | LINEAR               |
| 454069 - | 2012 OX2                 | 23 dicembre 2000  | Spacewatch           |
| 454070 - | 2012 SH65                | 22 marzo 2001     | ADAS                 |
| 454071 - | 2012 TH20                | 3 marzo 2005      | Spacewatch           |
| 454072 - | 2012 TU30                | 28 aprile 1998    | Spacewatch           |
| 454073 - | 2012 TL52                | 12 marzo 2007     | Spacewatch           |
| 454074 - | 2012 UB135               | 16 ottobre 2004   | LINEAR               |
| 454075 - | 2012 UJ153               | 24 ottobre 2009   | Spacewatch           |
| 454076 - | 2012 UE174               | 13 marzo 2011     | Siding Spring Survey |
| 454077 - | 2012 VP7                 | 10 novembre 2004  | CSS                  |
| 454078 - | 2012 VV93                | 13 novembre 2012  | Mt. Lemmon Survey    |
| 454079 - | 2012 WF24                | 13 marzo 2007     | Mt. Lemmon Survey    |
| 454080 - | 2012 XZ112               | 26 novembre 2012  | Mt. Lemmon Survey    |
| 454081 - | 2013 AM36                | 22 dicembre 2008  | Mt. Lemmon Survey    |
| 454082 - | 2013 AC58                | 22 settembre 2008 | Mt. Lemmon Survey    |
| 454083 - | 2013 AB59                | 5 settembre 2008  | Spacewatch           |
| 454084 - | 2013 AC68                | 14 marzo 2007     | Mt. Lemmon Survey    |
| 454085 - | 2013 AX101               | 25 ottobre 2005   | CSS                  |
| 454086 - | 2013 AH111               | 22 novembre 2008  | Spacewatch           |
| 454087 - | 2013 AJ122               | 12 gennaio 2010   | Spacewatch           |
| 454088 - | 2013 AN150               | 9 dicembre 2012   | Spacewatch           |
| 454089 - | 2013 AB170               | 10 settembre 2004 | Spacewatch           |
| 454090 - | 2013 BJ8                 | 7 settembre 2008  | Mt. Lemmon Survey    |
| 454091 - | 2013 BS25                | 5 dicembre 2008   | Spacewatch           |
| 454092 - | 2013 BX34                | 9 giugno 2007     | Spacewatch           |
| 454093 - | 2013 BL44                | 12 ottobre 2007   | Mt. Lemmon Survey    |
| 454094 - | 2013 BZ45                | 19 gennaio 2013   | Mt. Lemmon Survey    |
| 454095 - | 2013 BW50                | 2 settembre 2008  | Spacewatch           |
| 454096 - | 2013 BR55                | 10 ottobre 2008   | Mt. Lemmon Survey    |
| 454097 - | 2013 BX61                | 22 novembre 2005  | Spacewatch           |
| 454098 - | 2013 BG65                | 10 gennaio 2013   | Spacewatch           |
| 454099 - | 2013 BV67                | 1º febbraio 2006  | Spacewatch           |
| 454100 - | 2013 BO73                | 22 gennaio 2013   | Mt. Lemmon Survey    |

## 454101-454200
| Nome     | Designazione provvisoria | Data di scoperta  | Scopritore        |
| -------- | ------------------------ | ----------------- | ----------------- |
| 454101 - | 2013 BP73                | 22 gennaio 2013   | Mt. Lemmon Survey |
| 454102 - | 2013 BM80                | 9 novembre 2008   | Mt. Lemmon Survey |
| 454103 - | 2013 CZ3                 | 23 marzo 2003     | Spacewatch        |
| 454104 - | 2013 CF6                 | 30 dicembre 2005  | Spacewatch        |
| 454105 - | 2013 CT8                 | 28 giugno 2011    | Mt. Lemmon Survey |
| 454106 - | 2013 CR10                | 1º ottobre 2008   | CSS               |
| 454107 - | 2013 CE12                | 4 settembre 2008  | Spacewatch        |
| 454108 - | 2013 CE14                | 4 dicembre 2005   | Mt. Lemmon Survey |
| 454109 - | 2013 CT30                | 7 dicembre 2005   | Spacewatch        |
| 454110 - | 2013 CR68                | 3 dicembre 2007   | Spacewatch        |
| 454111 - | 2013 CP71                | 24 settembre 2008 | Spacewatch        |
| 454112 - | 2013 CA76                | 2 dicembre 2005   | Mt. Lemmon Survey |
| 454113 - | 2013 CR77                | 7 febbraio 2013   | Spacewatch        |
| 454114 - | 2013 CE79                | 28 ottobre 2005   | Mt. Lemmon Survey |
| 454115 - | 2013 CH84                | 1º novembre 2008  | Mt. Lemmon Survey |
| 454116 - | 2013 CM84                | 5 febbraio 2013   | Spacewatch        |
| 454117 - | 2013 CM86                | 19 gennaio 2002   | Spacewatch        |
| 454118 - | 2013 CV89                | 6 febbraio 2013   | Spacewatch        |
| 454119 - | 2013 CF97                | 21 settembre 2008 | Spacewatch        |
| 454120 - | 2013 CS117               | 12 febbraio 2008  | Mt. Lemmon Survey |
| 454121 - | 2013 CE119               | 18 dicembre 2001  | LINEAR            |
| 454122 - | 2013 CZ142               | 26 ottobre 2008   | Spacewatch        |
| 454123 - | 2013 CW143               | 5 febbraio 2013   | Spacewatch        |
| 454124 - | 2013 CM153               | 21 dicembre 2008  | Mt. Lemmon Survey |
| 454125 - | 2013 CC157               | 28 gennaio 2006   | Spacewatch        |
| 454126 - | 2013 CH162               | 23 settembre 2000 | LONEOS            |
| 454127 - | 2013 CD165               | 24 aprile 2006    | Spacewatch        |
| 454128 - | 2013 CP165               | 2 febbraio 2009   | Mt. Lemmon Survey |
| 454129 - | 2013 CZ165               | 19 gennaio 2013   | Mt. Lemmon Survey |
| 454130 - | 2013 CR175               | 16 gennaio 2009   | Mt. Lemmon Survey |
| 454131 - | 2013 CN181               | 20 aprile 2006    | Mt. Lemmon Survey |
| 454132 - | 2013 CV185               | 8 marzo 2000      | Spacewatch        |
| 454133 - | 2013 CC188               | 6 novembre 2008   | Mt. Lemmon Survey |
| 454134 - | 2013 CR188               | 19 gennaio 2013   | Spacewatch        |
| 454135 - | 2013 CN192               | 18 aprile 2006    | Spacewatch        |
| 454136 - | 2013 CZ198               | 2 febbraio 2006   | Spacewatch        |
| 454137 - | 2013 CO201               | 19 febbraio 2010  | Mt. Lemmon Survey |
| 454138 - | 2013 DC2                 | 13 marzo 2002     | Spacewatch        |
| 454139 - | 2013 DA11                | 12 settembre 2007 | Mt. Lemmon Survey |
| 454140 - | 2013 DV12                | 22 aprile 2010    | WISE              |
| 454141 - | 2013 EF4                 | 21 settembre 2011 | Spacewatch        |
| 454142 - | 2013 EL4                 | 6 febbraio 2006   | Mt. Lemmon Survey |
| 454143 - | 2013 EW17                | 17 gennaio 2013   | Mt. Lemmon Survey |
| 454144 - | 2013 EH30                | 14 agosto 2010    | Spacewatch        |
| 454145 - | 2013 EB33                | 22 ottobre 2006   | Spacewatch        |
| 454146 - | 2013 EX35                | 17 gennaio 2013   | Spacewatch        |
| 454147 - | 2013 EU45                | 21 agosto 2006    | Spacewatch        |
| 454148 - | 2013 EE51                | 19 dicembre 2004  | Mt. Lemmon Survey |
| 454149 - | 2013 EY51                | 23 gennaio 2006   | Spacewatch        |
| 454150 - | 2013 EK57                | 19 agosto 2006    | Spacewatch        |
| 454151 - | 2013 EV68                | 7 marzo 2013      | Spacewatch        |
| 454152 - | 2013 EG76                | 21 gennaio 2006   | Mt. Lemmon Survey |
| 454153 - | 2013 EM79                | 11 novembre 2006  | Mt. Lemmon Survey |
| 454154 - | 2013 EK87                | 25 giugno 2010    | WISE              |
| 454155 - | 2013 EK92                | 10 maggio 2005    | Spacewatch        |
| 454156 - | 2013 EF94                | 1º ottobre 2008   | Spacewatch        |
| 454157 - | 2013 EL101               | 27 luglio 2009    | CSS               |
| 454158 - | 2013 ET102               | 18 settembre 2007 | Spacewatch        |
| 454159 - | 2013 EO111               | 24 maggio 2006    | Mt. Lemmon Survey |
| 454160 - | 2013 EZ118               | 17 aprile 1999    | Spacewatch        |
| 454161 - | 2013 EL119               | 2 marzo 2008      | Mt. Lemmon Survey |
| 454162 - | 2013 EN123               | 17 ottobre 2009   | Mt. Lemmon Survey |
| 454163 - | 2013 FF4                 | 26 settembre 2011 | Spacewatch        |
| 454164 - | 2013 FU11                | 10 aprile 2002    | LINEAR            |
| 454165 - | 2013 FX12                | 4 aprile 2005     | CSS               |
| 454166 - | 2013 FM14                | 21 aprile 2006    | Spacewatch        |
| 454167 - | 2013 FX14                | 6 novembre 2010   | Mt. Lemmon Survey |
| 454168 - | 2013 FU15                | 12 marzo 2013     | Mt. Lemmon Survey |
| 454169 - | 2013 FS18                | 15 maggio 2008    | Mt. Lemmon Survey |
| 454170 - | 2013 FT18                | 10 novembre 2010  | Mt. Lemmon Survey |
| 454171 - | 2013 FJ19                | 5 marzo 2013      | Spacewatch        |
| 454172 - | 2013 GL1                 | 20 agosto 2003    | CINEOS            |
| 454173 - | 2013 GE11                | 19 novembre 2008  | Mt. Lemmon Survey |
| 454174 - | 2013 GP21                | 17 febbraio 2013  | Spacewatch        |
| 454175 - | 2013 GX21                | 31 marzo 2009     | Spacewatch        |
| 454176 - | 2013 GC24                | 13 settembre 2007 | Spacewatch        |
| 454177 - | 2013 GJ35                | 23 agosto 2011    | Pan-STARRS 1      |
| 454178 - | 2013 GJ37                | 19 gennaio 2009   | Mt. Lemmon Survey |
| 454179 - | 2013 GD38                | 23 novembre 2008  | Mt. Lemmon Survey |
| 454180 - | 2013 GU45                | 1º giugno 2009    | CSS               |
| 454181 - | 2013 GD53                | 30 settembre 2010 | Mt. Lemmon Survey |
| 454182 - | 2013 GP53                | 19 settembre 2006 | Spacewatch        |
| 454183 - | 2013 GZ53                | 19 marzo 2009     | Mt. Lemmon Survey |
| 454184 - | 2013 GP56                | 3 dicembre 2008   | Mt. Lemmon Survey |
| 454185 - | 2013 GB76                | 21 dicembre 2008  | Spacewatch        |
| 454186 - | 2013 GJ76                | 16 gennaio 2008   | Mt. Lemmon Survey |
| 454187 - | 2013 GW81                | 3 marzo 2008      | CSS               |
| 454188 - | 2013 GN82                | 8 maggio 2006     | Mt. Lemmon Survey |
| 454189 - | 2013 GR86                | 17 novembre 2007  | Mt. Lemmon Survey |
| 454190 - | 2013 GY90                | 14 marzo 2013     | CSS               |
| 454191 - | 2013 GC96                | 11 settembre 2007 | Mt. Lemmon Survey |
| 454192 - | 2013 GX100               | 1º maggio 2009    | Spacewatch        |
| 454193 - | 2013 GZ101               | 18 marzo 2004     | Spacewatch        |
| 454194 - | 2013 GV102               | 1º marzo 2009     | Spacewatch        |
| 454195 - | 2013 GK104               | 13 marzo 2013     | CSS               |
| 454196 - | 2013 GC106               | 4 febbraio 2005   | Spacewatch        |
| 454197 - | 2013 GU109               | 6 novembre 2010   | Mt. Lemmon Survey |
| 454198 - | 2013 GZ112               | 29 febbraio 2004  | Spacewatch        |
| 454199 - | 2013 GC126               | 3 giugno 2008     | Spacewatch        |
| 454200 - | 2013 GN131               | 11 marzo 2013     | CSS               |

## 454201-454300
| Nome     | Designazione provvisoria | Data di scoperta  | Scopritore           |
| -------- | ------------------------ | ----------------- | -------------------- |
| 454201 - | 2013 HO12                | 16 febbraio 2013  | Mt. Lemmon Survey    |
| 454202 - | 2013 HV13                | 20 settembre 2009 | Mt. Lemmon Survey    |
| 454203 - | 2013 HY16                | 20 aprile 2013    | Siding Spring Survey |
| 454204 - | 2013 HS18                | 16 aprile 2013    | Spacewatch           |
| 454205 - | 2013 HL27                | 11 settembre 2007 | Mt. Lemmon Survey    |
| 454206 - | 2013 HU27                | 26 maggio 2000    | Spacewatch           |
| 454207 - | 2013 HV27                | 3 ottobre 2010    | Spacewatch           |
| 454208 - | 2013 HJ31                | 10 settembre 2010 | Mt. Lemmon Survey    |
| 454209 - | 2013 HS41                | 26 settembre 2006 | Spacewatch           |
| 454210 - | 2013 HB47                | 3 ottobre 2010    | Spacewatch           |
| 454211 - | 2013 HD60                | 1º gennaio 2009   | Spacewatch           |
| 454212 - | 2013 HN65                | 22 settembre 2011 | Spacewatch           |
| 454213 - | 2013 HQ72                | 1º dicembre 2006  | Mt. Lemmon Survey    |
| 454214 - | 2013 HR72                | 8 febbraio 2008   | Mt. Lemmon Survey    |
| 454215 - | 2013 HN90                | 1º gennaio 2012   | Mt. Lemmon Survey    |
| 454216 - | 2013 HH107               | 28 febbraio 2009  | Spacewatch           |
| 454217 - | 2013 HZ110               | 9 ottobre 2010    | Mt. Lemmon Survey    |
| 454218 - | 2013 HB124               | 5 luglio 2005     | Spacewatch           |
| 454219 - | 2013 JK5                 | 27 maggio 2008    | Mt. Lemmon Survey    |
| 454220 - | 2013 JU8                 | 13 gennaio 2008   | Spacewatch           |
| 454221 - | 2013 JK9                 | 13 aprile 2013    | Spacewatch           |
| 454222 - | 2013 JP15                | 18 gennaio 2012   | Spacewatch           |
| 454223 - | 2013 JG18                | 26 maggio 2010    | WISE                 |
| 454224 - | 2013 JW18                | 14 dicembre 2010  | Mt. Lemmon Survey    |
| 454225 - | 2013 JQ28                | 9 giugno 1999     | Spacewatch           |
| 454226 - | 2013 JQ36                | 15 marzo 2012     | Mt. Lemmon Survey    |
| 454227 - | 2013 JH37                | 18 dicembre 2003  | Spacewatch           |
| 454228 - | 2013 JJ38                | 17 aprile 2009    | Mt. Lemmon Survey    |
| 454229 - | 2013 JR42                | 2 ottobre 2006    | Mt. Lemmon Survey    |
| 454230 - | 2013 JA50                | 28 settembre 2006 | Spacewatch           |
| 454231 - | 2013 JE50                | 25 marzo 2006     | Spacewatch           |
| 454232 - | 2013 JG51                | 2 novembre 2010   | Mt. Lemmon Survey    |
| 454233 - | 2013 JO51                | 7 marzo 2013      | Mt. Lemmon Survey    |
| 454234 - | 2013 JP54                | 17 gennaio 2009   | Spacewatch           |
| 454235 - | 2013 JA55                | 29 febbraio 2008  | Mt. Lemmon Survey    |
| 454236 - | 2013 JQ61                | 22 aprile 2013    | Mt. Lemmon Survey    |
| 454237 - | 2013 JY62                | 3 febbraio 2008   | CSS                  |
| 454238 - | 2013 KE11                | 23 marzo 2004     | Spacewatch           |
| 454239 - | 2013 KV14                | 1º novembre 2005  | Spacewatch           |
| 454240 - | 2013 LH1                 | 1º gennaio 2009   | Spacewatch           |
| 454241 - | 2013 LT1                 | 28 gennaio 2010   | WISE                 |
| 454242 - | 2013 LP4                 | 1º novembre 2010  | Mt. Lemmon Survey    |
| 454243 - | 2013 LB7                 | 28 luglio 2010    | WISE                 |
| 454244 - | 2013 LJ10                | 4 novembre 2004   | Spacewatch           |
| 454245 - | 2013 LK10                | 4 giugno 2013     | Mt. Lemmon Survey    |
| 454246 - | 2013 LS19                | 22 aprile 2007    | Mt. Lemmon Survey    |
| 454247 - | 2013 LT22                | 29 maggio 2013    | Mt. Lemmon Survey    |
| 454248 - | 2013 LB24                | 16 maggio 2009    | Mt. Lemmon Survey    |
| 454249 - | 2013 LJ28                | 2 febbraio 2008   | Spacewatch           |
| 454250 - | 2013 NO9                 | 19 aprile 2007    | Mt. Lemmon Survey    |
| 454251 - | 2013 OZ1                 | 1º dicembre 2006  | Mt. Lemmon Survey    |
| 454252 - | 2013 OX5                 | 27 dicembre 2011  | Spacewatch           |
| 454253 - | 2013 PL22                | 26 settembre 2008 | Spacewatch           |
| 454254 - | 2013 PM47                | 13 gennaio 2005   | CSS                  |
| 454255 - | 2013 QQ44                | 28 dicembre 2005  | Spacewatch           |
| 454256 - | 2013 RD85                | 7 novembre 2008   | Mt. Lemmon Survey    |
| 454257 - | 2013 RH98                | 11 gennaio 2008   | Spacewatch           |
| 454258 - | 2013 SD10                | 3 marzo 2005      | Spacewatch           |
| 454259 - | 2013 SH23                | 25 aprile 2006    | Spacewatch           |
| 454260 - | 2013 TO                  | 31 ottobre 2008   | CSS                  |
| 454261 - | 2013 TM33                | 4 aprile 2005     | Mt. Lemmon Survey    |
| 454262 - | 2014 BG9                 | 28 novembre 2005  | Mt. Lemmon Survey    |
| 454263 - | 2014 DC124               | 30 ottobre 2005   | Spacewatch           |
| 454264 - | 2014 EP24                | 25 febbraio 2006  | Mt. Lemmon Survey    |
| 454265 - | 2014 EY32                | 15 settembre 2004 | Spacewatch           |
| 454266 - | 2014 FM7                 | 1º ottobre 2008   | Siding Spring Survey |
| 454267 - | 2014 FS20                | 20 aprile 2007    | Spacewatch           |
| 454268 - | 2014 FN55                | 17 marzo 2010     | Spacewatch           |
| 454269 - | 2014 FC68                | 24 settembre 2008 | Mt. Lemmon Survey    |
| 454270 - | 2014 GM30                | 13 ottobre 1999   | Spacewatch           |
| 454271 - | 2014 HN                  | 13 marzo 2007     | Mt. Lemmon Survey    |
| 454272 - | 2014 HJ2                 | 16 dicembre 2007  | Spacewatch           |
| 454273 - | 2014 HU10                | 30 agosto 2005    | Spacewatch           |
| 454274 - | 2014 HQ20                | 18 settembre 2011 | Mt. Lemmon Survey    |
| 454275 - | 2014 HR28                | 10 ottobre 2004   | Spacewatch           |
| 454276 - | 2014 HU30                | 14 aprile 2007    | Spacewatch           |
| 454277 - | 2014 HB31                | 21 luglio 2006    | Mt. Lemmon Survey    |
| 454278 - | 2014 HX36                | 30 luglio 2008    | Spacewatch           |
| 454279 - | 2014 HO47                | 27 gennaio 2007   | Mt. Lemmon Survey    |
| 454280 - | 2014 HE101               | 29 agosto 2005    | Spacewatch           |
| 454281 - | 2014 HP125               | 10 ottobre 2008   | Spacewatch           |
| 454282 - | 2014 HA133               | 19 maggio 2010    | Mt. Lemmon Survey    |
| 454283 - | 2014 HE133               | 20 febbraio 2006  | Mt. Lemmon Survey    |
| 454284 - | 2014 HU145               | 26 febbraio 2014  | Mt. Lemmon Survey    |
| 454285 - | 2014 HZ160               | 13 giugno 2005    | Mt. Lemmon Survey    |
| 454286 - | 2014 HV178               | 12 marzo 2010     | Mt. Lemmon Survey    |
| 454287 - | 2014 HV186               | 7 agosto 2004     | CINEOS               |
| 454288 - | 2014 JL2                 | 12 luglio 2010    | WISE                 |
| 454289 - | 2014 JA4                 | 9 ottobre 2005    | Spacewatch           |
| 454290 - | 2014 JE7                 | 22 ottobre 2011   | Mt. Lemmon Survey    |
| 454291 - | 2014 JG8                 | 10 settembre 2007 | Spacewatch           |
| 454292 - | 2014 JS8                 | 12 maggio 2007    | Spacewatch           |
| 454293 - | 2014 JX14                | 20 settembre 2011 | CSS                  |
| 454294 - | 2014 JB23                | 26 dicembre 2005  | Spacewatch           |
| 454295 - | 2014 JT24                | 2 aprile 2009     | Spacewatch           |
| 454296 - | 2014 JF26                | 31 gennaio 2009   | Mt. Lemmon Survey    |
| 454297 - | 2014 JJ28                | 26 febbraio 2007  | Mt. Lemmon Survey    |
| 454298 - | 2014 JW30                | 5 gennaio 2003    | LINEAR               |
| 454299 - | 2014 JA37                | 10 maggio 2010    | WISE                 |
| 454300 - | 2014 JC39                | 4 giugno 2011     | Mt. Lemmon Survey    |

## 454301-454400
| Nome                | Designazione provvisoria | Data di scoperta  | Scopritore             |
| ------------------- | ------------------------ | ----------------- | ---------------------- |
| 454301 -            | 2014 JW41                | 12 ottobre 2005   | Spacewatch             |
| 454302 -            | 2014 JX41                | 9 giugno 2010     | WISE                   |
| 454303 -            | 2014 JR43                | 5 maggio 2014     | Mt. Lemmon Survey      |
| 454304 -            | 2014 JN55                | 7 novembre 2007   | Mt. Lemmon Survey      |
| 454305 -            | 2014 JW64                | 31 maggio 2010    | WISE                   |
| 454306 -            | 2014 JU65                | 7 novembre 2008   | Mt. Lemmon Survey      |
| 454307 -            | 2014 JJ66                | 1º novembre 2008  | Spacewatch             |
| 454308 -            | 2014 JR66                | 19 maggio 2005    | Mt. Lemmon Survey      |
| 454309 -            | 2014 JS69                | 29 settembre 2011 | Spacewatch             |
| 454310 -            | 2014 JR70                | 31 agosto 2000    | LINEAR                 |
| 454311 -            | 2014 JC71                | 23 settembre 2011 | Spacewatch             |
| 454312 -            | 2014 JH73                | 10 settembre 2007 | Spacewatch             |
| 454313 -            | 2014 JJ74                | 29 agosto 2005    | Spacewatch             |
| 454314 -            | 2014 KK6                 | 13 maggio 2010    | WISE                   |
| 454315 -            | 2014 KF12                | 16 giugno 2010    | Mt. Lemmon Survey      |
| 454316 -            | 2014 KS18                | 7 ottobre 2005    | Spacewatch             |
| 454317 -            | 2014 KK19                | 21 ottobre 2011   | Mt. Lemmon Survey      |
| 454318 -            | 2014 KR20                | 3 ottobre 2008    | Mt. Lemmon Survey      |
| 454319 -            | 2014 KV20                | 25 settembre 2006 | CSS                    |
| 454320 -            | 2014 KC32                | 12 ottobre 2007   | Mt. Lemmon Survey      |
| 454321 -            | 2014 KQ40                | 28 agosto 2011    | Siding Spring Survey   |
| 454322 -            | 2014 KF44                | 17 settembre 2009 | Mt. Lemmon Survey      |
| 454323 -            | 2014 KK45                | 3 novembre 2010   | Spacewatch             |
| 454324 -            | 2014 KP45                | 24 maggio 2001    | Spacewatch             |
| 454325 -            | 2014 KR45                | 1º gennaio 2008   | CSS                    |
| 454326 Donlee       | 2014 KB52                | 17 maggio 2010    | WISE                   |
| 454327 -            | 2014 KP54                | 8 ottobre 2007    | Mt. Lemmon Survey      |
| 454328 -            | 2014 KX56                | 15 novembre 2007  | CSS                    |
| 454329 Ericpiquette | 2014 KL59                | 10 giugno 2010    | WISE                   |
| 454330 -            | 2014 KZ75                | 16 luglio 2004    | CINEOS                 |
| 454331 -            | 2014 KQ80                | 22 settembre 2008 | Spacewatch             |
| 454332 -            | 2014 KA85                | 10 gennaio 2003   | LINEAR                 |
| 454333 -            | 2014 KP86                | 27 ottobre 2005   | Spacewatch             |
| 454334 -            | 2014 KU87                | 16 settembre 2004 | LONEOS                 |
| 454335 -            | 2014 KW90                | 9 agosto 2010     | PMO NEO Survey Program |
| 454336 -            | 2014 KM95                | 30 dicembre 2008  | Spacewatch             |
| 454337 -            | 2014 KM98                | 22 aprile 2007    | Spacewatch             |
| 454338 -            | 2014 KW98                | 25 ottobre 2012   | Mt. Lemmon Survey      |
| 454339 -            | 2014 LM                  | 18 gennaio 2012   | Mt. Lemmon Survey      |
| 454340 -            | 2014 LY12                | 26 ottobre 2008   | Spacewatch             |
| 454341 -            | 2014 LS13                | 29 dicembre 2008  | Mt. Lemmon Survey      |
| 454342 -            | 2014 LC15                | 3 giugno 2005     | Siding Spring Survey   |
| 454343 -            | 2014 LL15                | 13 settembre 2007 | Spacewatch             |
| 454344 -            | 2014 LQ15                | 25 marzo 2006     | Spacewatch             |
| 454345 -            | 2014 LE18                | 13 ottobre 2004   | Spacewatch             |
| 454346 -            | 2014 LH19                | 18 giugno 2010    | Mt. Lemmon Survey      |
| 454347 -            | 2014 LB21                | 18 novembre 2007  | CSS                    |
| 454348 -            | 2014 LP22                | 15 marzo 2004     | Spacewatch             |
| 454349 -            | 2014 LY22                | 25 settembre 2006 | CSS                    |
| 454350 Paolaamico   | 2014 LH24                | 30 aprile 2010    | WISE                   |
| 454351 -            | 2014 LH25                | 4 dicembre 2007   | Spacewatch             |
| 454352 Majidzandian | 2014 LO26                | 3 luglio 2010     | WISE                   |
| 454353 -            | 2014 LD28                | 5 aprile 2003     | Spacewatch             |
| 454354 -            | 2014 ME                  | 15 marzo 2009     | Spacewatch             |
| 454355 -            | 2014 MJ7                 | 19 novembre 2007  | Spacewatch             |
| 454356 -            | 2014 MK7                 | 2 maggio 2006     | Mt. Lemmon Survey      |
| 454357 -            | 2014 MZ11                | 28 febbraio 2008  | Mt. Lemmon Survey      |
| 454358 -            | 2014 MZ12                | 21 giugno 2014    | Mt. Lemmon Survey      |
| 454359 -            | 2014 MF17                | 30 gennaio 2012   | Spacewatch             |
| 454360 -            | 2014 MD21                | 23 settembre 2004 | Spacewatch             |
| 454361 -            | 2014 MY23                | 6 febbraio 2013   | Spacewatch             |
| 454362 -            | 2014 MZ23                | 7 gennaio 2006    | Mt. Lemmon Survey      |
| 454363 -            | 2014 MF24                | 7 aprile 2003     | Spacewatch             |
| 454364 -            | 2014 MX36                | 26 settembre 2009 | Mt. Lemmon Survey      |
| 454365 -            | 2014 MH38                | 29 settembre 2005 | Spacewatch             |
| 454366 -            | 2014 MR39                | 22 maggio 2006    | Spacewatch             |
| 454367 -            | 2014 MW42                | 4 maggio 2005     | Spacewatch             |
| 454368 -            | 2014 MJ43                | 14 settembre 2009 | CSS                    |
| 454369 -            | 2014 MT43                | 5 aprile 2010     | Spacewatch             |
| 454370 -            | 2014 MC44                | 3 febbraio 2009   | Mt. Lemmon Survey      |
| 454371 -            | 2014 MX45                | 25 febbraio 2006  | Spacewatch             |
| 454372 -            | 2014 MQ46                | 22 aprile 2009    | Mt. Lemmon Survey      |
| 454373 -            | 2014 ME47                | 26 agosto 2005    | Siding Spring Survey   |
| 454374 -            | 2014 ML47                | 22 maggio 2003    | Spacewatch             |
| 454375 -            | 2014 MT48                | 22 novembre 2011  | Mt. Lemmon Survey      |
| 454376 -            | 2014 MM49                | 18 agosto 2006    | Spacewatch             |
| 454377 -            | 2014 MR52                | 12 marzo 2013     | Siding Spring Survey   |
| 454378 -            | 2014 MP55                | 17 gennaio 2007   | Spacewatch             |
| 454379 -            | 2014 MD56                | 16 marzo 2010     | Mt. Lemmon Survey      |
| 454380 -            | 2014 ME56                | 22 ottobre 2011   | Mt. Lemmon Survey      |
| 454381 -            | 2014 MM57                | 16 novembre 2006  | Spacewatch             |
| 454382 -            | 2014 MJ58                | 5 ottobre 2004    | Spacewatch             |
| 454383 -            | 2014 MF61                | 12 gennaio 2008   | Mt. Lemmon Survey      |
| 454384 -            | 2014 MR62                | 24 gennaio 2007   | Mt. Lemmon Survey      |
| 454385 -            | 2014 MH63                | 8 maggio 2008     | Mt. Lemmon Survey      |
| 454386 -            | 2014 MZ63                | 16 gennaio 2013   | Mt. Lemmon Survey      |
| 454387 -            | 2014 MD64                | 16 dicembre 2007  | Mt. Lemmon Survey      |
| 454388 -            | 2014 ME69                | 18 dicembre 2004  | Mt. Lemmon Survey      |
| 454389 -            | 2014 MJ69                | 26 giugno 2006    | Siding Spring Survey   |
| 454390 -            | 2014 ND11                | 24 aprile 2006    | Spacewatch             |
| 454391 -            | 2014 NG17                | 9 aprile 2003     | Spacewatch             |
| 454392 -            | 2014 NB18                | 10 gennaio 2006   | Spacewatch             |
| 454393 -            | 2014 NS18                | 17 dicembre 2007  | Mt. Lemmon Survey      |
| 454394 -            | 2014 NF21                | 30 settembre 2009 | Mt. Lemmon Survey      |
| 454395 -            | 2014 NO21                | 27 ottobre 2005   | Mt. Lemmon Survey      |
| 454396 -            | 2014 NL26                | 22 dicembre 2008  | Spacewatch             |
| 454397 -            | 2014 NU30                | 13 gennaio 2008   | Spacewatch             |
| 454398 -            | 2014 NY30                | 22 ottobre 2011   | Mt. Lemmon Survey      |
| 454399 -            | 2014 NJ31                | 13 gennaio 2008   | Spacewatch             |
| 454400 -            | 2014 NK31                | 9 ottobre 2007    | PMO NEO Survey Program |

## 454401-454500
| Nome                 | Designazione provvisoria | Data di scoperta  | Scopritore        |
| -------------------- | ------------------------ | ----------------- | ----------------- |
| 454401 -             | 2014 NF34                | 26 aprile 2007    | Mt. Lemmon Survey |
| 454402 -             | 2014 NM35                | 23 novembre 2006  | Spacewatch        |
| 454403 -             | 2014 NW35                | 16 maggio 2010    | Mt. Lemmon Survey |
| 454404 -             | 2014 NF37                | 21 gennaio 2006   | Spacewatch        |
| 454405 -             | 2014 NZ38                | 23 ottobre 2009   | CSS               |
| 454406 -             | 2014 NT43                | 5 settembre 2010  | Mt. Lemmon Survey |
| 454407 -             | 2014 NA44                | 21 settembre 2009 | Mt. Lemmon Survey |
| 454408 -             | 2014 NJ44                | 6 settembre 2010  | Mt. Lemmon Survey |
| 454409 Markusloose   | 2014 NP44                | 25 maggio 2010    | WISE              |
| 454410 -             | 2014 NS45                | 19 novembre 2003  | Spacewatch        |
| 454411 -             | 2014 NC47                | 16 settembre 2003 | Spacewatch        |
| 454412 -             | 2014 NY47                | 23 settembre 2011 | Spacewatch        |
| 454413 -             | 2014 NL50                | 1º ottobre 2005   | Mt. Lemmon Survey |
| 454414 -             | 2014 NJ54                | 30 agosto 2005    | Spacewatch        |
| 454415 -             | 2014 NN54                | 10 novembre 2004  | Spacewatch        |
| 454416 -             | 2014 NZ54                | 3 dicembre 2010   | Spacewatch        |
| 454417 -             | 2014 NV56                | 18 dicembre 2004  | Mt. Lemmon Survey |
| 454418 -             | 2014 NJ57                | 31 marzo 2008     | Mt. Lemmon Survey |
| 454419 Hansklausreif | 2014 NJ58                | 21 maggio 2010    | WISE              |
| 454420 -             | 2014 NJ59                | 28 dicembre 2005  | Mt. Lemmon Survey |
| 454421 -             | 2014 NA61                | 18 novembre 2007  | Mt. Lemmon Survey |
| 454422 -             | 2014 NZ61                | 1º gennaio 2009   | Mt. Lemmon Survey |
| 454423 -             | 2014 NH62                | 15 dicembre 1998  | ODAS              |
| 454424 -             | 2014 NZ63                | 18 novembre 2007  | Mt. Lemmon Survey |
| 454425 -             | 2014 OF                  | 18 settembre 2006 | Spacewatch        |
| 454426 -             | 2014 OK3                 | 28 dicembre 2005  | Mt. Lemmon Survey |
| 454427 -             | 2014 OW6                 | 9 ottobre 2004    | Spacewatch        |
| 454428 -             | 2014 OD13                | 10 aprile 2013    | Mt. Lemmon Survey |
| 454429 -             | 2014 OP13                | 19 settembre 2003 | CINEOS            |
| 454430 -             | 2014 OL14                | 10 gennaio 2006   | Mt. Lemmon Survey |
| 454431 -             | 2014 OR14                | 18 aprile 2007    | Mt. Lemmon Survey |
| 454432 -             | 2014 OD15                | 30 dicembre 2005  | Spacewatch        |
| 454433 -             | 2014 OS16                | 24 febbraio 2008  | Mt. Lemmon Survey |
| 454434 -             | 2014 OA18                | 30 agosto 2005    | Spacewatch        |
| 454435 -             | 2014 OH19                | 28 ottobre 2006   | Mt. Lemmon Survey |
| 454436 -             | 2014 OK19                | 10 dicembre 2006  | Spacewatch        |
| 454437 -             | 2014 OQ19                | 30 ottobre 2007   | Mt. Lemmon Survey |
| 454438 -             | 2014 OG22                | 28 settembre 2006 | Spacewatch        |
| 454439 -             | 2014 OZ24                | 18 settembre 2003 | Spacewatch        |
| 454440 -             | 2014 OB26                | 28 febbraio 2008  | Mt. Lemmon Survey |
| 454441 -             | 2014 OK26                | 21 settembre 2009 | Spacewatch        |
| 454442 -             | 2014 OT26                | 27 settembre 2006 | Mt. Lemmon Survey |
| 454443 -             | 2014 OQ29                | 29 novembre 2011  | Mt. Lemmon Survey |
| 454444 -             | 2014 OD30                | 16 ottobre 2006   | Spacewatch        |
| 454445 -             | 2014 OF30                | 15 dicembre 2007  | Spacewatch        |
| 454446 -             | 2014 ON30                | 4 settembre 2010  | Spacewatch        |
| 454447 -             | 2014 OD31                | 17 dicembre 2007  | Spacewatch        |
| 454448 -             | 2014 OF35                | 11 gennaio 2008   | Spacewatch        |
| 454449 -             | 2014 OC37                | 1º ottobre 1995   | Spacewatch        |
| 454450 -             | 2014 OY37                | 16 marzo 2005     | CSS               |
| 454451 -             | 2014 OM39                | 26 ottobre 2009   | Spacewatch        |
| 454452 -             | 2014 OW39                | 22 ottobre 2006   | Mt. Lemmon Survey |
| 454453 -             | 2014 OR40                | 17 dicembre 2003  | Spacewatch        |
| 454454 -             | 2014 OS41                | 10 novembre 2010  | Mt. Lemmon Survey |
| 454455 -             | 2014 OL42                | 30 settembre 2010 | Mt. Lemmon Survey |
| 454456 -             | 2014 OQ42                | 29 marzo 2009     | Spacewatch        |
| 454457 -             | 2014 OW43                | 16 ottobre 2001   | Spacewatch        |
| 454458 -             | 2014 OC44                | 10 settembre 2007 | Spacewatch        |
| 454459 -             | 2014 OV45                | 20 novembre 2007  | Spacewatch        |
| 454460 -             | 2014 OY47                | 31 ottobre 2005   | Spacewatch        |
| 454461 -             | 2014 OC52                | 8 ottobre 2005    | Spacewatch        |
| 454462 -             | 2014 OX52                | 26 settembre 2006 | Mt. Lemmon Survey |
| 454463 -             | 2014 OY52                | 26 gennaio 2012   | Mt. Lemmon Survey |
| 454464 -             | 2014 OS53                | 10 dicembre 2010  | Mt. Lemmon Survey |
| 454465 -             | 2014 OQ54                | 1º settembre 2005 | Spacewatch        |
| 454466 -             | 2014 OF58                | 22 ottobre 2006   | CSS               |
| 454467 -             | 2014 OY58                | 17 febbraio 2007  | Mt. Lemmon Survey |
| 454468 -             | 2014 OT66                | 28 giugno 2014    | Spacewatch        |
| 454469 -             | 2014 OB71                | 30 maggio 2003    | LINEAR            |
| 454470 -             | 2014 OL71                | 4 maggio 2005     | Spacewatch        |
| 454471 -             | 2014 OH73                | 31 ottobre 2006   | CSS               |
| 454472 -             | 2014 OT88                | 20 settembre 1995 | Spacewatch        |
| 454473 -             | 2014 OT91                | 29 settembre 1994 | Spacewatch        |
| 454474 -             | 2014 OG94                | 30 novembre 2005  | Mt. Lemmon Survey |
| 454475 -             | 2014 OU98                | 30 dicembre 2005  | Spacewatch        |
| 454476 -             | 2014 OM100               | 3 aprile 2008     | Spacewatch        |
| 454477 -             | 2014 ON103               | 4 novembre 2010   | Mt. Lemmon Survey |
| 454478 -             | 2014 OM107               | 6 maggio 2006     | Mt. Lemmon Survey |
| 454479 -             | 2014 OP108               | 14 dicembre 2010  | Mt. Lemmon Survey |
| 454480 -             | 2014 OY108               | 13 marzo 2007     | Mt. Lemmon Survey |
| 454481 -             | 2014 OQ115               | 4 luglio 2005     | Mt. Lemmon Survey |
| 454482 -             | 2014 OY121               | 30 dicembre 2005  | Mt. Lemmon Survey |
| 454483 -             | 2014 OO123               | 19 settembre 2006 | Spacewatch        |
| 454484 -             | 2014 OK126               | 21 dicembre 2006  | Spacewatch        |
| 454485 -             | 2014 OG130               | 21 febbraio 1995  | Spacewatch        |
| 454486 -             | 2014 OC137               | 26 novembre 2011  | Mt. Lemmon Survey |
| 454487 -             | 2014 OL138               | 21 ottobre 2006   | Mt. Lemmon Survey |
| 454488 -             | 2014 OV138               | 28 settembre 2006 | Spacewatch        |
| 454489 -             | 2014 OZ138               | 26 marzo 2006     | Spacewatch        |
| 454490 -             | 2014 OB139               | 9 febbraio 2010   | Mt. Lemmon Survey |
| 454491 -             | 2014 ON141               | 11 aprile 2013    | Mt. Lemmon Survey |
| 454492 -             | 2014 OW143               | 16 novembre 2006  | Mt. Lemmon Survey |
| 454493 -             | 2014 OS144               | 25 novembre 2000  | Spacewatch        |
| 454494 -             | 2014 OR150               | 10 novembre 2006  | Spacewatch        |
| 454495 -             | 2014 OW151               | 11 dicembre 2002  | LINEAR            |
| 454496 -             | 2014 OP155               | 15 gennaio 2008   | Mt. Lemmon Survey |
| 454497 -             | 2014 OP170               | 10 ottobre 2010   | Spacewatch        |
| 454498 -             | 2014 OM175               | 24 dicembre 2006  | Spacewatch        |
| 454499 -             | 2014 OU176               | 28 settembre 2006 | Mt. Lemmon Survey |
| 454500 -             | 2014 OD178               | 17 settembre 2010 | Mt. Lemmon Survey |

## 454501-454600
| Nome                  | Designazione provvisoria | Data di scoperta  | Scopritore                           |
| --------------------- | ------------------------ | ----------------- | ------------------------------------ |
| 454501 -              | 2014 OF178               | 7 gennaio 2005    | CSS                                  |
| 454502 -              | 2014 OX178               | 11 ottobre 2007   | CSS                                  |
| 454503 -              | 2014 OY178               | 4 aprile 2005     | Mt. Lemmon Survey                    |
| 454504 -              | 2014 OD180               | 30 aprile 2008    | Spacewatch                           |
| 454505 Suntharalingam | 2014 OS180               | 20 gennaio 2010   | WISE                                 |
| 454506 -              | 2014 OB181               | 13 ottobre 2007   | CSS                                  |
| 454507 -              | 2014 OK182               | 14 aprile 2008    | Mt. Lemmon Survey                    |
| 454508 -              | 2014 OQ184               | 2 dicembre 2005   | Mt. Lemmon Survey                    |
| 454509 -              | 2014 OG185               | 31 ottobre 2006   | Mt. Lemmon Survey                    |
| 454510 -              | 2014 OU185               | 2 gennaio 2011    | Mt. Lemmon Survey                    |
| 454511 -              | 2014 OJ197               | 8 gennaio 2010    | WISE                                 |
| 454512 -              | 2014 OT201               | 22 dicembre 2005  | Spacewatch                           |
| 454513 -              | 2014 OB205               | 30 agosto 2005    | Spacewatch                           |
| 454514 -              | 2014 OA210               | 5 dicembre 2007   | Mt. Lemmon Survey                    |
| 454515 -              | 2014 OG212               | 22 novembre 2000  | Spacewatch                           |
| 454516 -              | 2014 ON214               | 23 settembre 2009 | CSS                                  |
| 454517 -              | 2014 OK215               | 10 febbraio 2010  | Spacewatch                           |
| 454518 -              | 2014 OA218               | 10 aprile 2010    | Spacewatch                           |
| 454519 -              | 2014 OL220               | 11 febbraio 2008  | Mt. Lemmon Survey                    |
| 454520 -              | 2014 OM224               | 28 ottobre 2010   | Mt. Lemmon Survey                    |
| 454521 -              | 2014 OH226               | 25 ottobre 2005   | Spacewatch                           |
| 454522 -              | 2014 OX226               | 5 giugno 2013     | Mt. Lemmon Survey                    |
| 454523 -              | 2014 OR240               | 26 settembre 2006 | Spacewatch                           |
| 454524 -              | 2014 OB241               | 8 ottobre 2007    | Mt. Lemmon Survey                    |
| 454525 -              | 2014 OD243               | 14 marzo 2004     | Spacewatch                           |
| 454526 -              | 2014 ON246               | 19 gennaio 2012   | Spacewatch                           |
| 454527 -              | 2014 OM263               | 14 dicembre 2010  | Mt. Lemmon Survey                    |
| 454528 -              | 2014 OZ273               | 30 ottobre 2002   | Spacewatch                           |
| 454529 -              | 2014 OQ276               | 17 ottobre 1998   | Spacewatch                           |
| 454530 -              | 2014 OW282               | 17 agosto 2009    | Spacewatch                           |
| 454531 -              | 2014 OT286               | 23 marzo 2006     | Mt. Lemmon Survey                    |
| 454532 -              | 2014 OP291               | 10 gennaio 2011   | Mt. Lemmon Survey                    |
| 454533 -              | 2014 OG308               | 22 gennaio 2006   | Mt. Lemmon Survey                    |
| 454534 -              | 2014 OH309               | 27 luglio 2009    | Spacewatch                           |
| 454535 -              | 2014 OB311               | 10 settembre 2010 | Spacewatch                           |
| 454536 -              | 2014 OX317               | 19 marzo 2007     | Mt. Lemmon Survey                    |
| 454537 -              | 2014 OD333               | 13 maggio 1996    | Spacewatch                           |
| 454538 -              | 2014 OW333               | 10 aprile 2013    | Mt. Lemmon Survey                    |
| 454539 -              | 2014 OE334               | 23 aprile 2009    | Mt. Lemmon Survey                    |
| 454540 -              | 2014 OF334               | 31 marzo 2010     | WISE                                 |
| 454541 -              | 2014 OA336               | 20 settembre 2006 | CSS                                  |
| 454542 -              | 2014 OS341               | 15 gennaio 2004   | Spacewatch                           |
| 454543 -              | 2014 OK342               | 1º aprile 2008    | Spacewatch                           |
| 454544 -              | 2014 ON351               | 2 giugno 2014     | Mt. Lemmon Survey                    |
| 454545 -              | 2014 OE353               | 10 settembre 2010 | Spacewatch                           |
| 454546 -              | 2014 OP354               | 29 settembre 2011 | Mt. Lemmon Survey                    |
| 454547 -              | 2014 OA355               | 5 gennaio 2006    | Spacewatch                           |
| 454548 -              | 2014 OT364               | 26 marzo 2008     | Mt. Lemmon Survey                    |
| 454549 -              | 2014 ON377               | 2 novembre 2005   | Mt. Lemmon Survey                    |
| 454550 -              | 2014 OG385               | 10 agosto 2010    | Spacewatch                           |
| 454551 -              | 2014 OJ385               | 16 settembre 2010 | Spacewatch                           |
| 454552 -              | 2014 OU385               | 9 dicembre 2010   | Spacewatch                           |
| 454553 -              | 2014 OZ385               | 23 ottobre 2006   | Spacewatch                           |
| 454554 -              | 2014 OA386               | 17 ottobre 2010   | Mt. Lemmon Survey                    |
| 454555 -              | 2014 OB386               | 6 luglio 2005     | Spacewatch                           |
| 454556 -              | 2014 OS388               | 21 febbraio 2009  | Spacewatch                           |
| 454557 -              | 2014 OY388               | 5 novembre 2010   | Mt. Lemmon Survey                    |
| 454558 -              | 2014 OZ388               | 25 dicembre 2005  | Spacewatch                           |
| 454559 -              | 2014 PF                  | 9 aprile 2010     | CSS                                  |
| 454560 -              | 2014 PH1                 | 1º aprile 2013    | Mt. Lemmon Survey                    |
| 454561 -              | 2014 PK2                 | 15 settembre 2006 | Spacewatch                           |
| 454562 -              | 2014 PN2                 | 11 novembre 2010  | Mt. Lemmon Survey                    |
| 454563 -              | 2014 PS3                 | 18 marzo 2002     | Spacewatch                           |
| 454564 -              | 2014 PW5                 | 14 giugno 2010    | WISE                                 |
| 454565 -              | 2014 PC6                 | 9 ottobre 1999    | Spacewatch                           |
| 454566 -              | 2014 PM6                 | 7 novembre 2010   | Mt. Lemmon Survey                    |
| 454567 -              | 2014 PS7                 | 31 ottobre 2006   | Mt. Lemmon Survey                    |
| 454568 -              | 2014 PV7                 | 8 settembre 2010  | Spacewatch                           |
| 454569 -              | 2014 PR8                 | 12 novembre 2010  | CSS                                  |
| 454570 -              | 2014 PE9                 | 22 settembre 2003 | Spacewatch                           |
| 454571 -              | 2014 PK9                 | 19 ottobre 2011   | Mt. Lemmon Survey                    |
| 454572 -              | 2014 PZ10                | 2 aprile 2005     | Spacewatch                           |
| 454573 -              | 2014 PO13                | 27 febbraio 2006  | Mt. Lemmon Survey                    |
| 454574 -              | 2014 PS14                | 1º febbraio 2012  | Mt. Lemmon Survey                    |
| 454575 -              | 2014 PD16                | 4 settembre 2010  | Spacewatch                           |
| 454576 -              | 2014 PZ16                | 21 settembre 2009 | Spacewatch                           |
| 454577 -              | 2014 PE18                | 10 dicembre 2010  | Spacewatch                           |
| 454578 -              | 2014 PG18                | 5 ottobre 2004    | Spacewatch                           |
| 454579 -              | 2014 PW19                | 25 marzo 2006     | Mt. Lemmon Survey                    |
| 454580 -              | 2014 PG22                | 29 ottobre 2005   | Mt. Lemmon Survey                    |
| 454581 -              | 2014 PU24                | 14 febbraio 1997  | Beijing Schmidt CCD Asteroid Program |
| 454582 -              | 2014 PV24                | 25 febbraio 2006  | Spacewatch                           |
| 454583 -              | 2014 PW25                | 27 gennaio 2006   | Mt. Lemmon Survey                    |
| 454584 -              | 2014 PN26                | 4 gennaio 2006    | Spacewatch                           |
| 454585 -              | 2014 PZ28                | 21 gennaio 2006   | Spacewatch                           |
| 454586 -              | 2014 PM30                | 22 ottobre 2009   | Mt. Lemmon Survey                    |
| 454587 -              | 2014 PA33                | 28 febbraio 2008  | Mt. Lemmon Survey                    |
| 454588 -              | 2014 PZ35                | 1º novembre 2010  | Mt. Lemmon Survey                    |
| 454589 -              | 2014 PX37                | 24 settembre 2009 | Mt. Lemmon Survey                    |
| 454590 -              | 2014 PJ39                | 25 febbraio 2007  | Mt. Lemmon Survey                    |
| 454591 -              | 2014 PW41                | 16 ottobre 2009   | CSS                                  |
| 454592 -              | 2014 PT42                | 15 maggio 2009    | Spacewatch                           |
| 454593 -              | 2014 PC44                | 27 marzo 2010     | WISE                                 |
| 454594 -              | 2014 PV44                | 14 settembre 2007 | Mt. Lemmon Survey                    |
| 454595 -              | 2014 PK47                | 2 settembre 2010  | Mt. Lemmon Survey                    |
| 454596 -              | 2014 PC48                | 18 marzo 1998     | Spacewatch                           |
| 454597 -              | 2014 PV49                | 22 gennaio 1998   | Spacewatch                           |
| 454598 -              | 2014 PE57                | 7 luglio 2010     | WISE                                 |
| 454599 -              | 2014 PF58                | 9 novembre 2007   | Spacewatch                           |
| 454600 -              | 2014 PT62                | 27 febbraio 2006  | Spacewatch                           |

## 454601-454700
| Nome     | Designazione provvisoria | Data di scoperta  | Scopritore        |
| -------- | ------------------------ | ----------------- | ----------------- |
| 454601 - | 2014 PM65                | 19 maggio 2004    | Spacewatch        |
| 454602 - | 2014 PB66                | 22 ottobre 2009   | Mt. Lemmon Survey |
| 454603 - | 2014 PF66                | 14 ottobre 2001   | Spacewatch        |
| 454604 - | 2014 QJ15                | 10 dicembre 2004  | Spacewatch        |
| 454605 - | 2014 QN19                | 19 settembre 2003 | Spacewatch        |
| 454606 - | 2014 QD22                | 8 novembre 2009   | Mt. Lemmon Survey |
| 454607 - | 2014 QX26                | 5 aprile 2000     | LINEAR            |
| 454608 - | 2014 QL27                | 22 settembre 2009 | Spacewatch        |
| 454609 - | 2014 QN30                | 4 febbraio 2010   | WISE              |
| 454610 - | 2014 QD35                | 13 ottobre 2005   | Spacewatch        |
| 454611 - | 2014 QP40                | 26 settembre 2009 | Spacewatch        |
| 454612 - | 2014 QW44                | 23 settembre 2011 | Spacewatch        |
| 454613 - | 2014 QO45                | 13 febbraio 2004  | Spacewatch        |
| 454614 - | 2014 QU45                | 19 agosto 2006    | Spacewatch        |
| 454615 - | 2014 QX46                | 15 ottobre 2004   | Mt. Lemmon Survey |
| 454616 - | 2014 QN59                | 20 gennaio 2012   | Mt. Lemmon Survey |
| 454617 - | 2014 QR66                | 11 settembre 2010 | Mt. Lemmon Survey |
| 454618 - | 2014 QY72                | 1º agosto 2003    | LINEAR            |
| 454619 - | 2014 QT90                | 17 settembre 2009 | Mt. Lemmon Survey |
| 454620 - | 2014 QF105               | 6 luglio 2005     | Spacewatch        |
| 454621 - | 2014 QE117               | 4 settembre 2008  | Spacewatch        |
| 454622 - | 2014 QM119               | 26 gennaio 2011   | Mt. Lemmon Survey |
| 454623 - | 2014 QV126               | 18 settembre 2009 | Spacewatch        |
| 454624 - | 2014 QG130               | 7 ottobre 2004    | Spacewatch        |
| 454625 - | 2014 QD132               | 28 ottobre 2005   | Spacewatch        |
| 454626 - | 2014 QT132               | 15 settembre 2009 | Spacewatch        |
| 454627 - | 2014 QO133               | 22 ottobre 2009   | Mt. Lemmon Survey |
| 454628 - | 2014 QX135               | 15 settembre 2009 | Spacewatch        |
| 454629 - | 2014 QA143               | 15 giugno 2013    | Mt. Lemmon Survey |
| 454630 - | 2014 QD168               | 25 aprile 2006    | Spacewatch        |
| 454631 - | 2014 QR173               | 23 settembre 2008 | Spacewatch        |
| 454632 - | 2014 QV175               | 10 febbraio 2008  | Spacewatch        |
| 454633 - | 2014 QE179               | 12 settembre 2007 | CSS               |
| 454634 - | 2014 QT181               | 19 febbraio 2009  | Mt. Lemmon Survey |
| 454635 - | 2014 QK188               | 15 marzo 2012     | Spacewatch        |
| 454636 - | 2014 QV194               | 15 gennaio 2008   | Mt. Lemmon Survey |
| 454637 - | 2014 QM201               | 11 ottobre 2010   | Mt. Lemmon Survey |
| 454638 - | 2014 QL207               | 1º ottobre 2005   | Mt. Lemmon Survey |
| 454639 - | 2014 QZ213               | 20 ottobre 2003   | Spacewatch        |
| 454640 - | 2014 QU215               | 25 aprile 2004    | Spacewatch        |
| 454641 - | 2014 QB219               | 15 settembre 2009 | Spacewatch        |
| 454642 - | 2014 QK220               | 13 giugno 2004    | Spacewatch        |
| 454643 - | 2014 QP237               | 17 ottobre 2003   | Spacewatch        |
| 454644 - | 2014 QK244               | 28 dicembre 2005  | Spacewatch        |
| 454645 - | 2014 QL247               | 11 maggio 2007    | Mt. Lemmon Survey |
| 454646 - | 2014 QY253               | 11 gennaio 2011   | Spacewatch        |
| 454647 - | 2014 QU257               | 9 novembre 2009   | Mt. Lemmon Survey |
| 454648 - | 2014 QE266               | 3 settembre 2010  | Mt. Lemmon Survey |
| 454649 - | 2014 QB267               | 18 settembre 2003 | Spacewatch        |
| 454650 - | 2014 QK273               | 16 ottobre 2006   | Spacewatch        |
| 454651 - | 2014 QZ276               | 4 novembre 1996   | Spacewatch        |
| 454652 - | 2014 QX278               | 19 novembre 2006  | CSS               |
| 454653 - | 2014 QE298               | 4 agosto 2003     | Spacewatch        |
| 454654 - | 2014 QB301               | 7 novembre 2010   | Mt. Lemmon Survey |
| 454655 - | 2014 QW303               | 9 gennaio 2006    | Spacewatch        |
| 454656 - | 2014 QV305               | 16 settembre 2003 | Spacewatch        |
| 454657 - | 2014 QG314               | 11 ottobre 1999   | Spacewatch        |
| 454658 - | 2014 QH317               | 28 febbraio 2008  | Mt. Lemmon Survey |
| 454659 - | 2014 QW319               | 2 dicembre 2005   | Spacewatch        |
| 454660 - | 2014 QX323               | 18 agosto 2009    | Spacewatch        |
| 454661 - | 2014 QN336               | 4 settembre 2008  | Spacewatch        |
| 454662 - | 2014 QM337               | 17 settembre 1998 | Spacewatch        |
| 454663 - | 2014 QT337               | 2 gennaio 2012    | Spacewatch        |
| 454664 - | 2014 QB346               | 19 novembre 2007  | Mt. Lemmon Survey |
| 454665 - | 2014 QP349               | 14 ottobre 2010   | Mt. Lemmon Survey |
| 454666 - | 2014 QB370               | 27 settembre 2009 | Mt. Lemmon Survey |
| 454667 - | 2014 QM370               | 27 marzo 1995     | Spacewatch        |
| 454668 - | 2014 QY370               | 29 marzo 2008     | Mt. Lemmon Survey |
| 454669 - | 2014 QA371               | 2 ottobre 2006    | Mt. Lemmon Survey |
| 454670 - | 2014 QB376               | 14 marzo 2007     | Mt. Lemmon Survey |
| 454671 - | 2014 QS377               | 20 novembre 2006  | Spacewatch        |
| 454672 - | 2014 QZ377               | 17 gennaio 2007   | Spacewatch        |
| 454673 - | 2014 QD378               | 15 aprile 1997    | Spacewatch        |
| 454674 - | 2014 QF386               | 14 dicembre 2004  | Spacewatch        |
| 454675 - | 2014 QZ387               | 3 marzo 2005      | Spacewatch        |
| 454676 - | 2014 QD402               | 4 giugno 2013     | Mt. Lemmon Survey |
| 454677 - | 2014 QX402               | 29 settembre 2009 | Mt. Lemmon Survey |
| 454678 - | 2014 QL410               | 13 febbraio 2010  | WISE              |
| 454679 - | 2014 QQ414               | 12 settembre 2005 | Spacewatch        |
| 454680 - | 2014 QG418               | 7 maggio 2002     | Spacewatch        |
| 454681 - | 2014 QB425               | 29 ottobre 2010   | Mt. Lemmon Survey |
| 454682 - | 2014 QR426               | 1º ottobre 2003   | Spacewatch        |
| 454683 - | 2014 QA437               | 1º ottobre 2005   | LONEOS            |
| 454684 - | 2014 QZ439               | 11 novembre 2004  | Spacewatch        |
| 454685 - | 2014 RL3                 | 28 agosto 2005    | Spacewatch        |
| 454686 - | 2014 RX4                 | 1º giugno 1997    | Spacewatch        |
| 454687 - | 2014 RR16                | 14 marzo 2012     | CSS               |
| 454688 - | 2014 RF20                | 23 gennaio 2006   | Spacewatch        |
| 454689 - | 2014 RJ21                | 26 marzo 2004     | Spacewatch        |
| 454690 - | 2014 RW21                | 20 giugno 2006    | Mt. Lemmon Survey |
| 454691 - | 2014 RE22                | 2 marzo 2008      | Mt. Lemmon Survey |
| 454692 - | 2014 RN24                | 6 ottobre 2005    | Spacewatch        |
| 454693 - | 2014 RP34                | 23 gennaio 2011   | Mt. Lemmon Survey |
| 454694 - | 2014 RC35                | 13 maggio 2007    | Mt. Lemmon Survey |
| 454695 - | 2014 RQ35                | 13 gennaio 2005   | Spacewatch        |
| 454696 - | 2014 SF12                | 12 ottobre 1998   | Spacewatch        |
| 454697 - | 2014 SX48                | 26 marzo 2007     | Spacewatch        |
| 454698 - | 2014 SW52                | 10 dicembre 2006  | Spacewatch        |
| 454699 - | 2014 SZ90                | 29 maggio 2008    | Mt. Lemmon Survey |
| 454700 - | 2014 SP91                | 19 agosto 2003    | CINEOS            |

## 454701-454800
| Nome     | Designazione provvisoria | Data di scoperta  | Scopritore           |
| -------- | ------------------------ | ----------------- | -------------------- |
| 454701 - | 2014 SV92                | 2 ottobre 2005    | Mt. Lemmon Survey    |
| 454702 - | 2014 SZ100               | 7 settembre 2004  | Spacewatch           |
| 454703 - | 2014 SP102               | 13 marzo 2005     | Spacewatch           |
| 454704 - | 2014 SZ103               | 19 novembre 2009  | Mt. Lemmon Survey    |
| 454705 - | 2014 SJ107               | 15 settembre 2009 | Spacewatch           |
| 454706 - | 2014 SO111               | 19 settembre 2003 | Spacewatch           |
| 454707 - | 2014 SU114               | 15 novembre 1995  | Spacewatch           |
| 454708 - | 2014 SS117               | 30 dicembre 2005  | Spacewatch           |
| 454709 - | 2014 SS124               | 18 dicembre 2004  | Mt. Lemmon Survey    |
| 454710 - | 2014 SX125               | 23 agosto 2004    | Spacewatch           |
| 454711 - | 2014 SP130               | 2 marzo 2006      | Spacewatch           |
| 454712 - | 2014 SZ158               | 28 settembre 2003 | Spacewatch           |
| 454713 - | 2014 SK162               | 15 aprile 2007    | Mt. Lemmon Survey    |
| 454714 - | 2014 SR172               | 25 ottobre 2005   | Mt. Lemmon Survey    |
| 454715 - | 2014 SW178               | 30 settembre 2003 | Spacewatch           |
| 454716 - | 2014 SN189               | 16 settembre 2009 | Mt. Lemmon Survey    |
| 454717 - | 2014 SM212               | 30 marzo 2011     | Mt. Lemmon Survey    |
| 454718 - | 2014 SY220               | 19 ottobre 2006   | CSS                  |
| 454719 - | 2014 SS222               | 16 marzo 2010     | WISE                 |
| 454720 - | 2014 SV222               | 6 marzo 2008      | Mt. Lemmon Survey    |
| 454721 - | 2014 SJ223               | 14 ottobre 2009   | Mt. Lemmon Survey    |
| 454722 - | 2014 SN223               | 16 novembre 2006  | CSS                  |
| 454723 - | 2014 SF264               | 7 settembre 2004  | Spacewatch           |
| 454724 - | 2014 ST265               | 1º luglio 2008    | Spacewatch           |
| 454725 - | 2014 SB267               | 14 gennaio 2011   | Spacewatch           |
| 454726 - | 2014 SB278               | 9 novembre 2009   | Mt. Lemmon Survey    |
| 454727 - | 2014 SQ289               | 17 ottobre 2010   | Mt. Lemmon Survey    |
| 454728 - | 2014 TR12                | 23 ottobre 2003   | Spacewatch           |
| 454729 - | 2014 TR37                | 5 ottobre 2003    | Spacewatch           |
| 454730 - | 2014 TY41                | 19 aprile 2007    | Spacewatch           |
| 454731 - | 2014 TZ63                | 20 settembre 2009 | Mt. Lemmon Survey    |
| 454732 - | 2014 TW81                | 6 dicembre 2005   | Spacewatch           |
| 454733 - | 2014 TO85                | 1º ottobre 2003   | LONEOS               |
| 454734 - | 2014 UL8                 | 28 novembre 2000  | Spacewatch           |
| 454735 - | 2014 UM13                | 23 giugno 2011    | Spacewatch           |
| 454736 - | 2014 UW17                | 28 ottobre 2005   | Mt. Lemmon Survey    |
| 454737 - | 2014 UL18                | 14 aprile 2010    | WISE                 |
| 454738 - | 2014 US89                | 26 marzo 2011     | Mt. Lemmon Survey    |
| 454739 - | 2014 UC92                | 16 novembre 2009  | Spacewatch           |
| 454740 - | 2014 UX92                | 25 aprile 2006    | Spacewatch           |
| 454741 - | 2014 UB106               | 27 novembre 2009  | Spacewatch           |
| 454742 - | 2014 UW124               | 13 ottobre 2010   | CSS                  |
| 454743 - | 2014 UH126               | 14 maggio 2007    | Siding Spring Survey |
| 454744 - | 2014 UL133               | 4 aprile 2008     | Spacewatch           |
| 454745 - | 2014 UT140               | 19 marzo 2001     | Spacewatch           |
| 454746 - | 2014 UA187               | 22 ottobre 2003   | Spacewatch           |
| 454747 - | 2014 UX194               | 9 novembre 2009   | Mt. Lemmon Survey    |
| 454748 - | 2014 UA204               | 14 novembre 2007  | Spacewatch           |
| 454749 - | 2014 UG204               | 26 novembre 2005  | Spacewatch           |
| 454750 - | 2014 UP216               | 14 gennaio 2010   | Spacewatch           |
| 454751 - | 2014 VU5                 | 19 novembre 2009  | Spacewatch           |
| 454752 - | 2014 VU9                 | 11 aprile 2008    | Mt. Lemmon Survey    |
| 454753 - | 2014 VQ12                | 30 marzo 2008     | Spacewatch           |
| 454754 - | 2014 VP15                | 6 marzo 2010      | WISE                 |
| 454755 - | 2014 VZ16                | 30 luglio 2008    | Mt. Lemmon Survey    |
| 454756 - | 2014 WV6                 | 26 gennaio 2006   | Mt. Lemmon Survey    |
| 454757 - | 2014 WD23                | 2 ottobre 2003    | Spacewatch           |
| 454758 - | 2014 WV23                | 21 dicembre 2006  | Spacewatch           |
| 454759 - | 2014 WG32                | 16 giugno 2007    | Spacewatch           |
| 454760 - | 2014 WF48                | 18 aprile 2006    | LONEOS               |
| 454761 - | 2014 WX67                | 31 ottobre 2005   | Mt. Lemmon Survey    |
| 454762 - | 2014 WU115               | 25 marzo 2006     | Spacewatch           |
| 454763 - | 2014 WJ116               | 29 marzo 2008     | Spacewatch           |
| 454764 - | 2014 WW172               | 10 settembre 2010 | Spacewatch           |
| 454765 - | 2014 WJ213               | 19 novembre 2003  | Spacewatch           |
| 454766 - | 2014 WF228               | 18 marzo 2004     | Spacewatch           |
| 454767 - | 2014 WV235               | 31 gennaio 2006   | Spacewatch           |
| 454768 - | 2014 WN237               | 30 luglio 2008    | Mt. Lemmon Survey    |
| 454769 - | 2014 WC243               | 31 agosto 2005    | LONEOS               |
| 454770 - | 2014 WE253               | 13 agosto 2009    | Siding Spring Survey |
| 454771 - | 2014 WR277               | 1º dicembre 1994  | Spacewatch           |
| 454772 - | 2014 WK288               | 16 giugno 2006    | Spacewatch           |
| 454773 - | 2014 WO318               | 26 novembre 2009  | Mt. Lemmon Survey    |
| 454774 - | 2014 WR320               | 5 marzo 2006      | Spacewatch           |
| 454775 - | 2014 WH400               | 21 agosto 2008    | Spacewatch           |
| 454776 - | 2014 WL400               | 13 gennaio 2005   | Spacewatch           |
| 454777 - | 2014 WA423               | 25 maggio 2006    | Mt. Lemmon Survey    |
| 454778 - | 2014 WE464               | 9 ottobre 2008    | Mt. Lemmon Survey    |
| 454779 - | 2014 XZ3                 | 30 ottobre 2005   | CSS                  |
| 454780 - | 2014 XE6                 | 1º marzo 2010     | WISE                 |
| 454781 - | 2014 XK11                | 10 aprile 2010    | WISE                 |
| 454782 - | 2014 XY28                | 25 novembre 2009  | Spacewatch           |
| 454783 - | 2014 YR16                | 19 dicembre 2009  | Spacewatch           |
| 454784 - | 2014 YD21                | 17 dicembre 2009  | Mt. Lemmon Survey    |
| 454785 - | 2014 YW25                | 26 ottobre 2008   | Mt. Lemmon Survey    |
| 454786 - | 2015 AJ1                 | 8 settembre 1996  | Spacewatch           |
| 454787 - | 2015 NW6                 | 12 dicembre 2012  | Mt. Lemmon Survey    |
| 454788 - | 2015 OT24                | 30 dicembre 2008  | Spacewatch           |
| 454789 - | 2015 OQ27                | 14 settembre 2005 | CSS                  |
| 454790 - | 2015 OF36                | 30 luglio 2008    | Mt. Lemmon Survey    |
| 454791 - | 2015 OU76                | 5 dicembre 2008   | Mt. Lemmon Survey    |
| 454792 - | 2015 PT10                | 8 giugno 2010     | WISE                 |
| 454793 - | 2015 PL12                | 24 ottobre 1995   | Spacewatch           |
| 454794 - | 2015 PZ218               | 11 ottobre 2006   | Spacewatch           |
| 454795 - | 2015 PO275               | 10 marzo 2011     | Spacewatch           |
| 454796 - | 2015 QO7                 | 4 aprile 2003     | Spacewatch           |
| 454797 - | 2015 QM9                 | 31 ottobre 2006   | Mt. Lemmon Survey    |
| 454798 - | 2015 QU10                | 23 aprile 2010    | WISE                 |
| 454799 - | 2015 QV10                | 5 settembre 2010  | Mt. Lemmon Survey    |
| 454800 - | 2015 RY1                 | 12 aprile 2010    | Mt. Lemmon Survey    |

## 454801-454900
| Nome     | Designazione provvisoria | Data di scoperta  | Scopritore           |
| -------- | ------------------------ | ----------------- | -------------------- |
| 454801 - | 2015 RK28                | 29 ottobre 2006   | Mt. Lemmon Survey    |
| 454802 - | 2015 RA34                | 5 gennaio 2003    | LINEAR               |
| 454803 - | 2015 RE38                | 18 novembre 2006  | Spacewatch           |
| 454804 - | 2015 RH53                | 15 ottobre 2004   | Spacewatch           |
| 454805 - | 2015 RY53                | 2 ottobre 2003    | Spacewatch           |
| 454806 - | 2015 RH60                | 15 settembre 2004 | Spacewatch           |
| 454807 - | 2015 RS61                | 30 gennaio 2006   | Spacewatch           |
| 454808 - | 2015 RJ73                | 30 ottobre 2005   | Mt. Lemmon Survey    |
| 454809 - | 2015 RU73                | 20 ottobre 2007   | Spacewatch           |
| 454810 - | 2015 RY89                | 7 dicembre 2004   | LINEAR               |
| 454811 - | 2015 RP93                | 20 novembre 2003  | Spacewatch           |
| 454812 - | 2015 RV94                | 26 settembre 2005 | Spacewatch           |
| 454813 - | 2015 RB96                | 9 ottobre 2004    | Spacewatch           |
| 454814 - | 2015 RH99                | 11 novembre 2010  | CSS                  |
| 454815 - | 2015 RG102               | 26 settembre 2000 | LONEOS               |
| 454816 - | 2015 RQ102               | 1º novembre 2000  | Spacewatch           |
| 454817 - | 2015 RC106               | 30 dicembre 2008  | Mt. Lemmon Survey    |
| 454818 - | 2015 RO106               | 1º novembre 2007  | Spacewatch           |
| 454819 - | 2015 RM107               | 22 dicembre 2008  | Spacewatch           |
| 454820 - | 2015 RH108               | 11 settembre 2004 | Spacewatch           |
| 454821 - | 2015 RH115               | 24 ottobre 2005   | Spacewatch           |
| 454822 - | 2015 RT116               | 29 aprile 2008    | Spacewatch           |
| 454823 - | 2015 RA117               | 29 gennaio 1995   | Spacewatch           |
| 454824 - | 2015 RB117               | 6 novembre 2010   | Mt. Lemmon Survey    |
| 454825 - | 2015 RS118               | 12 settembre 2001 | LINEAR               |
| 454826 - | 2015 RB134               | 7 febbraio 2008   | Spacewatch           |
| 454827 - | 2015 RJ145               | 11 giugno 2005    | Spacewatch           |
| 454828 - | 2015 RH185               | 20 febbraio 2006  | Spacewatch           |
| 454829 - | 2015 RF193               | 26 giugno 2011    | Mt. Lemmon Survey    |
| 454830 - | 2015 RS201               | 13 aprile 2004    | Spacewatch           |
| 454831 - | 2015 RU205               | 18 dicembre 2007  | Mt. Lemmon Survey    |
| 454832 - | 2015 RZ207               | 31 marzo 2008     | Spacewatch           |
| 454833 - | 2015 RA209               | 12 dicembre 2006  | Spacewatch           |
| 454834 - | 2015 RM209               | 27 dicembre 2006  | Mt. Lemmon Survey    |
| 454835 - | 2015 RW213               | 18 marzo 2010     | Mt. Lemmon Survey    |
| 454836 - | 2015 RY213               | 6 settembre 2004  | Siding Spring Survey |
| 454837 - | 2015 RB217               | 11 ottobre 1993   | Spacewatch           |
| 454838 - | 2015 RS222               | 2 aprile 2013     | Mt. Lemmon Survey    |
| 454839 - | 2015 RB226               | 4 marzo 2005      | Spacewatch           |
| 454840 - | 2015 RS226               | 15 marzo 2007     | Mt. Lemmon Survey    |
| 454841 - | 2015 RC227               | 26 aprile 2006    | Spacewatch           |
| 454842 - | 2015 RY227               | 23 novembre 2006  | Spacewatch           |
| 454843 - | 2015 RH228               | 24 settembre 2000 | LINEAR               |
| 454844 - | 2015 RJ233               | 6 novembre 2005   | Spacewatch           |
| 454845 - | 2015 RW234               | 31 ottobre 2005   | CSS                  |
| 454846 - | 2015 RX237               | 24 settembre 2009 | Spacewatch           |
| 454847 - | 2015 RD238               | 26 gennaio 2006   | Mt. Lemmon Survey    |
| 454848 - | 2015 RG239               | 18 settembre 2003 | Spacewatch           |
| 454849 - | 2015 RV239               | 9 maggio 2005     | Spacewatch           |
| 454850 - | 2015 RX239               | 14 marzo 2013     | Spacewatch           |
| 454851 - | 2015 RF240               | 27 ottobre 2005   | CSS                  |
| 454852 - | 2015 RX243               | 2 novembre 2000   | LINEAR               |
| 454853 - | 2015 RG244               | 27 febbraio 2012  | Spacewatch           |
| 454854 - | 2015 SU5                 | 17 ottobre 2010   | CSS                  |
| 454855 - | 2015 SN6                 | 26 marzo 2009     | Spacewatch           |
| 454856 - | 2015 SY9                 | 14 gennaio 2011   | Spacewatch           |
| 454857 - | 2015 SS10                | 24 ottobre 2005   | Spacewatch           |
| 454858 - | 2015 SS12                | 6 agosto 2010     | WISE                 |
| 454859 - | 2015 SB13                | 19 marzo 2009     | Spacewatch           |
| 454860 - | 2015 SH16                | 20 novembre 2008  | Mt. Lemmon Survey    |
| 454861 - | 2015 SE18                | 23 ottobre 2004   | Spacewatch           |
| 454862 - | 2015 SP18                | 3 ottobre 2006    | Mt. Lemmon Survey    |
| 454863 - | 2015 SN19                | 8 ottobre 2008    | Mt. Lemmon Survey    |
| 454864 - | 2015 SU19                | 13 dicembre 2004  | CINEOS               |
| 454865 - | 2015 TE3                 | 8 ottobre 2004    | Spacewatch           |
| 454866 - | 2015 TF13                | 23 luglio 2010    | WISE                 |
| 454867 - | 2015 TK22                | 28 settembre 2000 | Spacewatch           |
| 454868 - | 2015 TB23                | 2 dicembre 2005   | Spacewatch           |
| 454869 - | 2015 TY43                | 14 marzo 2010     | Mt. Lemmon Survey    |
| 454870 - | 2015 TB57                | 10 maggio 2002    | Spacewatch           |
| 454871 - | 2015 TD62                | 3 ottobre 2010    | CSS                  |
| 454872 - | 2015 TZ62                | 9 ottobre 2004    | Spacewatch           |
| 454873 - | 2015 TK63                | 26 ottobre 2005   | Spacewatch           |
| 454874 - | 2015 TD64                | 17 agosto 2009    | CSS                  |
| 454875 - | 2015 TZ64                | 1º novembre 2005  | Mt. Lemmon Survey    |
| 454876 - | 2015 TD67                | 12 marzo 2007     | Spacewatch           |
| 454877 - | 2015 TR68                | 18 novembre 2001  | Spacewatch           |
| 454878 - | 2015 TU68                | 16 settembre 2010 | Spacewatch           |
| 454879 - | 2015 TH69                | 13 ottobre 2006   | Spacewatch           |
| 454880 - | 2015 TX69                | 22 settembre 2009 | CSS                  |
| 454881 - | 2015 TJ72                | 11 dicembre 2004  | Spacewatch           |
| 454882 - | 2015 TN72                | 11 novembre 1999  | Spacewatch           |
| 454883 - | 2015 TL75                | 25 settembre 2006 | Spacewatch           |
| 454884 - | 2015 TD76                | 12 marzo 2007     | Spacewatch           |
| 454885 - | 2015 TE76                | 6 ottobre 2004    | Spacewatch           |
| 454886 - | 2015 TW77                | 21 dicembre 2005  | CSS                  |
| 454887 - | 2015 TM78                | 29 ottobre 2010   | Spacewatch           |
| 454888 - | 2015 TD79                | 18 dicembre 2004  | Mt. Lemmon Survey    |
| 454889 - | 2015 TU79                | 14 ottobre 1998   | ODAS                 |
| 454890 - | 2015 TL80                | 25 febbraio 2010  | WISE                 |
| 454891 - | 2015 TR86                | 21 aprile 2009    | Spacewatch           |
| 454892 - | 2015 TH88                | 21 aprile 2009    | Mt. Lemmon Survey    |
| 454893 - | 2015 TN89                | 10 ottobre 2004   | Spacewatch           |
| 454894 - | 2015 TB90                | 13 ottobre 2006   | Spacewatch           |
| 454895 - | 2015 TJ90                | 2 ottobre 1999    | Spacewatch           |
| 454896 - | 2015 TQ93                | 31 dicembre 1999  | Spacewatch           |
| 454897 - | 2015 TR95                | 26 settembre 2006 | Mt. Lemmon Survey    |
| 454898 - | 2015 TP97                | 9 novembre 1999   | Spacewatch           |
| 454899 - | 2015 TR99                | 7 ottobre 2004    | Spacewatch           |
| 454900 - | 2015 TK102               | 16 ottobre 2006   | CSS                  |

## 454901-455000
| Nome     | Designazione provvisoria | Data di scoperta  | Scopritore                                                |
| -------- | ------------------------ | ----------------- | --------------------------------------------------------- |
| 454901 - | 2015 TF103               | 30 gennaio 2011   | Mt. Lemmon Survey                                         |
| 454902 - | 2015 TG103               | 22 ottobre 2006   | CSS                                                       |
| 454903 - | 2015 TA110               | 17 novembre 2004  | Siding Spring Survey                                      |
| 454904 - | 2015 TW113               | 14 dicembre 2004  | CINEOS                                                    |
| 454905 - | 2015 TF114               | 20 novembre 2004  | Spacewatch                                                |
| 454906 - | 2015 TE122               | 29 febbraio 2008  | Mt. Lemmon Survey                                         |
| 454907 - | 2015 TX129               | 28 agosto 2005    | Spacewatch                                                |
| 454908 - | 2015 TA130               | 29 luglio 1998    | ODAS                                                      |
| 454909 - | 2015 TK131               | 30 novembre 2011  | Spacewatch                                                |
| 454910 - | 2015 TB132               | 6 novembre 2005   | Mt. Lemmon Survey                                         |
| 454911 - | 2015 TE132               | 31 marzo 2008     | Spacewatch                                                |
| 454912 - | 2015 TM133               | 27 febbraio 2006  | Mt. Lemmon Survey                                         |
| 454913 - | 2015 TT135               | 9 gennaio 2006    | Spacewatch                                                |
| 454914 - | 2015 TC136               | 12 marzo 1996     | Spacewatch                                                |
| 454915 - | 2015 TJ136               | 14 maggio 2004    | Spacewatch                                                |
| 454916 - | 2015 TN136               | 21 luglio 2006    | Mt. Lemmon Survey                                         |
| 454917 - | 2015 TX137               | 25 dicembre 2010  | Mt. Lemmon Survey                                         |
| 454918 - | 2015 TW139               | 2 dicembre 2010   | Spacewatch                                                |
| 454919 - | 2015 TR146               | 13 ottobre 2004   | Spacewatch                                                |
| 454920 - | 2015 TR147               | 7 maggio 2006     | Spacewatch                                                |
| 454921 - | 2015 TV147               | 17 ottobre 2006   | Mt. Lemmon Survey                                         |
| 454922 - | 2015 TH150               | 28 agosto 2006    | Spacewatch                                                |
| 454923 - | 2015 TR151               | 10 marzo 2007     | Spacewatch                                                |
| 454924 - | 2015 TE153               | 14 settembre 2005 | Spacewatch                                                |
| 454925 - | 2015 TP154               | 4 settembre 2008  | Spacewatch                                                |
| 454926 - | 2015 TL155               | 28 settembre 2011 | Mt. Lemmon Survey                                         |
| 454927 - | 2015 TU157               | 29 agosto 2005    | Spacewatch                                                |
| 454928 - | 2015 TV157               | 21 febbraio 2007  | Mt. Lemmon Survey                                         |
| 454929 - | 2015 TG158               | 21 ottobre 2008   | Mt. Lemmon Survey                                         |
| 454930 - | 2015 TS158               | 18 aprile 2009    | Spacewatch                                                |
| 454931 - | 2015 TC159               | 19 febbraio 2010  | WISE                                                      |
| 454932 - | 2015 TG159               | 2 aprile 2005     | Mt. Lemmon Survey                                         |
| 454933 - | 2015 TB162               | 15 giugno 2010    | Mt. Lemmon Survey                                         |
| 454934 - | 2015 TC169               | 15 aprile 2007    | CSS                                                       |
| 454935 - | 2015 TG171               | 15 dicembre 2001  | LINEAR                                                    |
| 454936 - | 2015 TL175               | 9 aprile 2010     | Mt. Lemmon Survey                                         |
| 454937 - | 2015 TL176               | 17 novembre 2011  | Spacewatch                                                |
| 454938 - | 2015 TN177               | 21 agosto 2008    | Spacewatch                                                |
| 454939 - | 2015 TZ177               | 20 novembre 2007  | Mt. Lemmon Survey                                         |
| 454940 - | 2015 TD180               | 11 dicembre 2004  | Spacewatch                                                |
| 454941 - | 2015 TJ180               | 23 ottobre 1997   | Spacewatch                                                |
| 454942 - | 2015 TL184               | 31 dicembre 1999  | Spacewatch                                                |
| 454943 - | 2015 TY187               | 8 ottobre 2010    | Spacewatch                                                |
| 454944 - | 2015 TS188               | 31 ottobre 2010   | Spacewatch                                                |
| 454945 - | 2015 TH191               | 1º novembre 2008  | Mt. Lemmon Survey                                         |
| 454946 - | 2015 TY191               | 23 settembre 2008 | Mt. Lemmon Survey                                         |
| 454947 - | 2015 TE192               | 17 settembre 1998 | ODAS                                                      |
| 454948 - | 2015 TJ192               | 29 agosto 2011    | Siding Spring Survey                                      |
| 454949 - | 2015 TK192               | 29 marzo 2008     | Spacewatch                                                |
| 454950 - | 2015 TZ192               | 14 settembre 2007 | Mt. Lemmon Survey                                         |
| 454951 - | 2015 TJ193               | 29 aprile 2008    | Spacewatch                                                |
| 454952 - | 2015 TM193               | 17 novembre 2011  | Mt. Lemmon Survey                                         |
| 454953 - | 2015 TO193               | 25 dicembre 2005  | Spacewatch                                                |
| 454954 - | 2015 TK196               | 5 dicembre 2005   | Spacewatch                                                |
| 454955 - | 2015 TA197               | 28 settembre 2006 | Mt. Lemmon Survey                                         |
| 454956 - | 2015 TN197               | 30 ottobre 2010   | Mt. Lemmon Survey                                         |
| 454957 - | 2015 TY197               | 6 aprile 2008     | Spacewatch                                                |
| 454958 - | 2015 TJ198               | 7 ottobre 1996    | Spacewatch                                                |
| 454959 - | 2015 TK198               | 8 ottobre 2004    | Spacewatch                                                |
| 454960 - | 2015 TB199               | 20 novembre 2008  | Spacewatch                                                |
| 454961 - | 2015 TH199               | 10 luglio 2007    | Siding Spring Survey                                      |
| 454962 - | 2015 TM200               | 10 ottobre 2004   | LINEAR                                                    |
| 454963 - | 2015 TP202               | 17 settembre 2004 | LINEAR                                                    |
| 454964 - | 2015 TZ202               | 29 ottobre 2005   | CSS                                                       |
| 454965 - | 2015 TF203               | 11 ottobre 1997   | Spacewatch                                                |
| 454966 - | 2015 TQ204               | 29 settembre 2000 | LONEOS                                                    |
| 454967 - | 2015 TS204               | 9 ottobre 2004    | LINEAR                                                    |
| 454968 - | 2015 TU204               | 3 novembre 2004   | Spacewatch                                                |
| 454969 - | 2015 TV204               | 1º giugno 1997    | Spacewatch                                                |
| 454970 - | 2015 TD205               | 16 marzo 2007     | Mt. Lemmon Survey                                         |
| 454971 - | 2015 TE206               | 8 ottobre 2004    | Spacewatch                                                |
| 454972 - | 2015 TL207               | 3 settembre 2008  | Spacewatch                                                |
| 454973 - | 2015 TU208               | 14 settembre 2009 | CSS                                                       |
| 454974 - | 2015 TV208               | 3 luglio 2005     | Spacewatch                                                |
| 454975 - | 2015 TF209               | 30 dicembre 2005  | Mt. Lemmon Survey                                         |
| 454976 - | 2015 TG209               | 15 settembre 2004 | Spacewatch                                                |
| 454977 - | 2015 TX209               | 30 dicembre 2008  | Mt. Lemmon Survey                                         |
| 454978 - | 2015 TU210               | 18 settembre 2003 | Spacewatch                                                |
| 454979 - | 2015 TC211               | 16 marzo 2007     | Spacewatch                                                |
| 454980 - | 2015 TA214               | 26 settembre 2006 | Spacewatch                                                |
| 454981 - | 2015 TS219               | 7 marzo 2008      | Spacewatch                                                |
| 454982 - | 2015 TU219               | 22 dicembre 2008  | Mt. Lemmon Survey                                         |
| 454983 - | 2015 TG221               | 4 novembre 1999   | Spacewatch                                                |
| 454984 - | 2015 TT223               | 11 ottobre 1977   | van Houten, C. J., van Houten-Groeneveld, I., Gehrels, T. |
| 454985 - | 2015 TC224               | 20 dicembre 2004  | Mt. Lemmon Survey                                         |
| 454986 - | 2015 TJ224               | 16 settembre 2003 | Spacewatch                                                |
| 454987 - | 2015 TS229               | 5 dicembre 2002   | LINEAR                                                    |
| 454988 - | 2015 TG231               | 29 ottobre 2006   | CSS                                                       |
| 454989 - | 2015 TV231               | 21 settembre 2004 | LONEOS                                                    |
| 454990 - | 2015 TZ232               | 19 marzo 2009     | Spacewatch                                                |
| 454991 - | 2015 TG233               | 2 marzo 2006      | Spacewatch                                                |
| 454992 - | 2015 TY233               | 10 ottobre 2005   | CSS                                                       |
| 454993 - | 2015 TG241               | 21 novembre 2009  | Mt. Lemmon Survey                                         |
| 454994 - | 2015 TE242               | 11 agosto 2007    | LONEOS                                                    |
| 454995 - | 2015 TV242               | 15 dicembre 2004  | Spacewatch                                                |
| 454996 - | 2015 TM243               | 20 ottobre 1998   | ODAS                                                      |
| 454997 - | 2015 TP243               | 5 ottobre 2004    | Spacewatch                                                |
| 454998 - | 2015 TQ243               | 14 marzo 2007     | Spacewatch                                                |
| 454999 - | 2015 TH246               | 25 agosto 2001    | Spacewatch                                                |
| 455000 - | 2015 TD248               | 30 marzo 2008     | Spacewatch                                                |